# 1917 na política

## Eventos
- Houve a Revolução Russa, que acabou com o Estado monárquico e estabeleceu o regime comunista, cuja ideologia era eminentemente materialista.
- 3 de Fevereiro - Primeira Guerra Mundial:  Os Estados Unidos da América rompem relações diplomáticas com a Alemanha.
- 9 de Fevereiro - Primeira Guerra Mundial: A Alemanha dá início à guerra submarina.
- 23 de Fevereiro
  - A Revolução Russa tem início. O Czar é deposto e um Governo Provisório é implantado.
  - Primeira Guerra Mundial: O segundo contingente do CEP (Corpo Expedicionário Português) parte para França.
- 8 de março - Revolução Russa: greve de tecelãs e manifestações alusivas ao Dia da Mulher marcam o início da Revolução de Fevereiro, em São Petersburgo.
- 6 de Abril - Primeira Guerra Mundial: Os Estados Unidos declaram guerra à Alemanha.
- 25 de Outubro - Fim do Governo Provisório na Rússia. Bolcheviques, liderados por Vladimir Lenin, assumem o poder.
- 26 de Outubro - Primeira Guerra Mundial:  Brasil declara estado de guerra com a Alemanha.
- 25 de Novembro - Primeira Guerra Mundial: Batalha de Cambrai - A maior parte dos avanços efectuados pela força blindada britânica são perdidos devido aos contra-ataques alemães.
- 26 de Novembro - Primeira Guerra Mundial: A Segunda Divisão do Corpo Expedicionário Português assume a responsabilidade da sua parte do Sector Português na frente.
- 6 de Dezembro - A Finlândia declara a independência.
- 7 de Dezembro- Golpe de Estado em Portugal chefiado por Sidónio Pais.
- 8 de Dezembro- O Presidente da República portuguesa, Bernardino Machado, exonera o Governo presidido por Afonso Costa.
- 15 de Dezembro - Alemanha e Rússia assumem um cessar fogo, em março do ano seguinte a Rússia abandonaria a 1° Guerra Mundial assinando o Tratado de Brest-Litowsk
- Egas Moniz é nomeado embaixador de Portugal em Espanha.
- Manuel García Prieto substitui Álvaro Figueroa y Torres Mendieta como presidente do governo de Espanha.
- Eduardo Dato y Iradier substitui Manuel García Prieto como presidente do governo de Espanha.
- Manuel García Prieto substitui Eduardo Dato y Iradier como presidente do governo de Espanha.

## Nascimentos
| Data           | Nome                | Profissão                                                         | Nacionalidade                        | Observações | Ref |
| -------------- | ------------------- | ----------------------------------------------------------------- | ------------------------------------ | ----------- | --- |
| 25 de janeiro  | Jânio Quadros       | Presidente do Brasil em 1961                                      | Brasil                               | m. 1992     |     |
| 29 de maio     | John F. Kennedy     | 35° presidente dos Estados Unidos                                 | Estados Unidos                       | m. 1963     |     |
| 9 de julho     | Fulbert Youlou      | presidente do Congo de 1960 a 1963                                | República do Congo                   | m. 1972     |     |
| 15 de julho    | Nur Mohammad Taraki | presidente da República Democrática do Afeganistão de 1978 a 1979 | República Democrática do Afeganistão | m. 1979     |     |
| 11 de setembro | Ferdinando Marcos   | presidente das Filipinas de 1965 a 1986                           | Filipinas                            | m. 1989     |     |
| 27 de outubro  | Oliver Tambo        | político sul-africano                                             | África do Sul                        | m. 1993     |     |
| 14 de Novembro | Park Chung-hee      | presidente da Coreia do Sul de 1963 a 1979                        | Japão (Coreia do Sul)                | m. 1979     |     |
| 19 de novembro | Indira Gandhi       | Primeira Ministra da Índia                                        | Reino Unido (Índia)                  | m. 1984     |     |

## Mortes
| Data        | Nome                      | Profissão                                            | Nacionalidade | Observações | Ref |
| ----------- | ------------------------- | ---------------------------------------------------- | ------------- | ----------- | --- |
| 29 de março | Alberto Torres            | político e jornalista                                | Brasil        | n. 1865     |     |
| 17 de junho | José Manuel Pando Solares | presidente da Bolívia de 1899 a 1904                 | Bolívia       | n. 1849     |     |
| 18 de junho | Eufemio Zapata            | militar revolucionário mexicano                      | México        | n. 1873     |     |
| junho       | Carlos de Faria e Melo    | escritor, jornalista, político e diplomata           | Portugal      | n. 1849     |     |
| ??          | Choley Yeshe Ngodub       | Desi Druk (monarca) do Reino do Butão de 1903 a 1905 | Butão         | n. 1851     |     |